# Hendrik Bernardus Roetering Schünlau
Hendrik Bernardus Roetering Schünlau, bekend als H.B. Roetering Schünlau, (Rotterdam, 10 juli 1866 – Den Haag, 23 februari 1939) was een Nederlands violist en pianist, maar vooral dirigent.
Hij was zoon van zeevarend kapitein George Roetering en Sophia Johanna Fransen, moeder overleed in 1869. Hijzelf was getrouwd met Hinke Deegenaar uit Beverwijk, na haar overlijden in 1934 met Susanna Johanna Hendrika de Greef. Hij werd begraven op de Oosterbegraafplaats te Enschede.
Hij werd grootgebracht bij de familie Karel Frederik Schunlau en Gertrudes Roetering in Utrecht, zijn pleegvader was als conciërge op een of andere manier verbonden aan de Utrechtse Muziekschool. Daar start dan ook zijn muziekopleiding bij Richard Hol en Jac. Ruygrok. Daarnaast kreeg op ook opleiding aan de Amsterdamse Muziekschool, docenten waren Frans Coenen en Joseph Cramer. Hij trok vervolgens het land in om concerten te geven en vestigde zich als organist en muziekonderwijzer in Beverwijk.
Hij vestigde zich rond 1889 in Enschede. Hij volgde Emil Burgstaller op, die zijn functies van dirigent van de Enschedese Muziekvereniging en het Enschede’s Mannenkoor inruilde voor soortgelijke functies in Pilsen in Oostenrijk-Hongarije. Roetering Schünlau geldt als een van de mensen die het muzikale leven in en om Enschede van de grond af naar een hoger niveau tilde. Hij bekleedde er tal van functies:
- dirigent van Enschede’s Mannenkoor
- dirigent van Zangvereniging Patti
- organisator van grote concerten, zoals bijvoorbeeld de uitvoering van het oratorium Paulus van Felix Mendelssohn-Bartholdy en Driedaagse Twents Muziekfeest, alsmede van muziekconcoursen.
- oprichter, directeur van en leraar aan een eigen muziekschool; hij heeft er les op viool, piano en cello en in ensemblespel; de muziekschool wordt op eigen initiatief en van de gemeente Enschede in 1907 omgevormd tot de Enschedesche Muziekschool
- sinds 1890 kapelmeester van Muziekcorps Excelsior (Boernjongs)
- sinds 1891 kapelmeester van het Stedelijk Muziekcorps (muziekcorps van de plaatselijke schutterij); na ruzie met en opheffing van de schutterij vloeien deze orkesten samen; het merendeel van de musici uit Excelsior vormt vanaf 1897 de basis van het Muziekcorps der voormalige schutterij, een orkest dat ook in 2017 nog bestond maar dan samen gaat met De Koninklijke Enschedese Leo Harmonie, en in 2020 de Koninklijke Stadsharmonie Enschede vormt.
- 1896: oprichting van de Maatschappij tot Bevordering der Toonkunst afdeling Enschede
- dirigent koor Sempre Crescendo uit Oldenzaal
- 1934 oprichting Enschedesche Orkestvereeniging;
- dirigent van het Twentse Orkest, later opgegaan in het Overijssels Philharmonisch Orkest, Orkest van het Oosten en Phion

Vanwege de prestaties wordt Roetering Schünlau in 1929 benoemd tot ridder in de Orde van Oranje Nassau en in de 21e eeuw vermeld in de Canon van Twente.
Zijn laatste jaar bracht hij door in Den Haag, ook als muziekonderwijzer.